# アレクサンドラ・フォン・バイエルン
アレクサンドラ・アマーリエ・フォン・バイエルン（Alexandra Amalie Prinzessin von Bayern, 1826年8月26日 - 1875年9月21日）は、ドイツのバイエルン王国の王族で、作家、翻訳家。バイエルン王女（Prinzessin von Bayern）。

## 生涯
バイエルン王ルートヴィヒ1世とその妃でザクセン＝ヒルトブルクハウゼン公（のちザクセン＝アルテンブルク公）フリードリヒの娘であるテレーゼの間の第8子、五女として生まれた。ヨーゼフ・カール・シュティーラーの制作したアレクサンドラの肖像画は1845年、父王がニンフェンブルク宮殿に設けた「美人画廊」に飾られた。
アレクサンドラは生涯独身を通し、ミュンヘンの聖アンナ貴婦人会修道院（Damenstiftskirche St. Anna ）の修道院長の地位を与えられた。1850年頃、ナポレオン1世の甥ルイ・リュシアン・ボナパルトがバイエルン王家に対し、アレクサンドラとの結婚を打診したことがあったが、ルートヴィヒ1世はアレクサンドラの虚弱体質を理由に断っている。アレクサンドラは小説を執筆・出版したり、フランス語の児童書をドイツ語に翻訳することに熱意を傾けた。
アレクサンドラは精神的な問題による様々な奇行でも知られる。彼女は強迫性人格障害（Obsessive–compulsive personality disorder）に由来するらしい異常な潔癖のため、白い服しか着なかった。また、20代の頃から、「子供の頃にガラスで作られたグランドピアノを飲み込み、今も体内にはガラスのピアノがある」という一種のガラス妄想に取り憑かれた。アレクサンドラのこうした逸話は、同じく精神面に問題を抱えていた甥のルートヴィヒ2世およびオットーの国王兄弟と結び付けて語られることもある。
1875年にニンフェンブルク宮殿において49歳で亡くなり、ミュンヘンのテアティナー教会（Theatinerkirche）にあるバイエルン王家の霊廟に葬られた。

## 著作
- Feldblumen (1856)
- Weihnachtsrosen (1858)
- Phantasie- und Lebensbilder (1858)
- Kleine historische Erzählungen (1862)